# Jelka
Jelka (ungarisch Jóka) ist eine Gemeinde in der Westslowakei mit 3992 Einwohnern (Stand 31. Dezember 2024).

## Geographie
Die Gemeinde liegt im Donautiefland, am Ufer der Kleinen Donau, 19 km südwestlich von Galanta entfernt.

## Geschichte

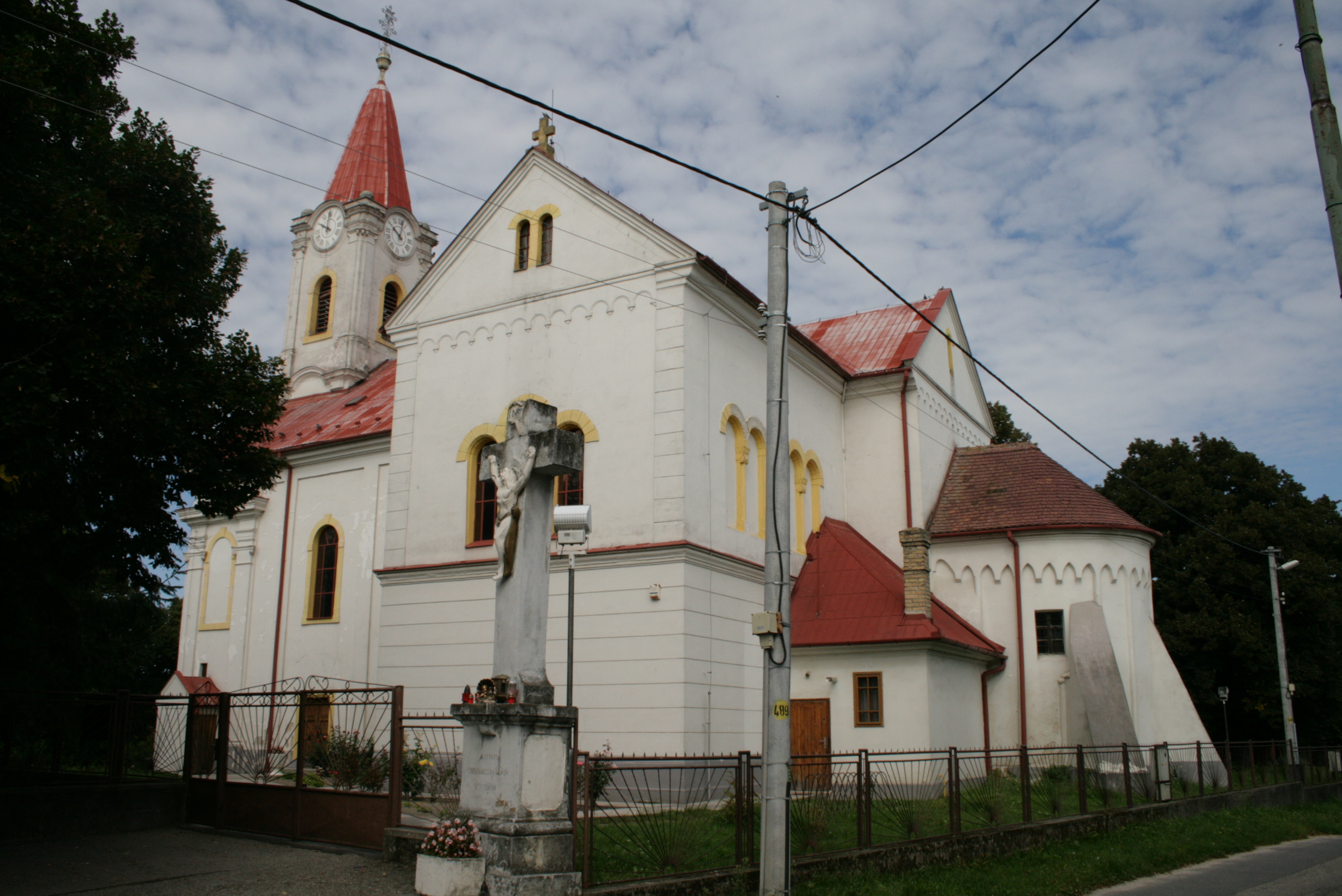
Römisch-katholische Kirche

Die erste urkundliche Erwähnung des Dorfes als Ilka stammt aus dem Jahre 1197, es war im Besitz der Familie Ilka. Im 13. Jahrhundert wurde es noch als Ilka, Iolka und auch als Jelka erwähnt. Seine erste römisch-katholische Kirche wurde um 1250 herum gebaut. Seit 1353 gehörte es zur Klarissen von Óbuda. Seit 16. Jahrhundert es wurde als Nagy Jóka bezeichnet, seine Nachbardörfer als Kis Jóka und Újhelyjóka (Nová Jelka) erwähnt wurden, die alle drei selbständige Dörfer und im Besitz der Familien Farkas, Takács und Udvarnoki waren. Mitte des 19. Jahrhunderts hatten Nagy Jóka und Kis Jóka zusammen 2341 Einwohner (1730 Katholiken, 322 Lutheraner, 243 Juden und 46 Evangelische). Im Jahre 1910 hatte 2494 überwiegend ungarische Einwohner. Die Gemeinde gehörte bis 1918 im Komitat Pressburg zum Königreich Ungarn. Im Jahre 1944 seine jüdische Bevölkerung, 250 Einwohner, ins Konzentrationslager deportiert wurden.
Nach dem Ende des Ersten Weltkrieges kam sie infolge des Vertrags von Trianon zur Tschechoslowakei, von 1938 bis 1945 war sie auf Grund des Ersten Wiener Schiedsspruches wiederum ein Teil von Ungarn. Nach dem Ende des Zweiten Weltkrieges wurde sie dann wieder der Tschechoslowakei angeschlossen und ist seit 1993 ein Teil der Slowakei. Im Jahre 1960 verlor das bis dahin selbstständige Dorf Nová Jelka seine Eigenständigkeit und wurde der Gemeinde Jelka angegliedert.

## Bevölkerung
| Jahr                | 1994 | 2004    | 2014    | 2024    |
| ------------------- | ---- | ------- | ------- | ------- |
| Anzahl der Personen | 3691 | 3908    | 3910    | 3992    |
| Unterschied         |      | +5,87 % | +0,05 % | +2,09 % |

| Jahr                | 2023 | 2024    |
| ------------------- | ---- | ------- |
| Anzahl der Personen | 4010 | 3992    |
| Unterschied         |      | −0,44 % |

Gemäß der Volkszählung 2011 wohnten in Jelka 3592 Einwohner, davon 2314 Magyaren, 1396 Slowaken, 127 Roma, neun Tschechen, acht Deutsche, drei Russinen, zwei Kroaten und jeweils ein Pole und Ukrainer; vier Einwohner waren anderer Ethnie. 41 Einwohner machten keine Angabe. 3151 Einwohner gehörten zur römisch-katholischen Kirche, 204 Einwohner zur evangelischen Kirche A. B., 162 Einwohner zur reformierten Kirche, 22 Einwohner zu den Zeugen Jehovas, 19 Einwohner zur evangelisch-methodistischen Kirche, 11 Einwohner zu den Baptisten; alle weiteren Konfessionen hatten weniger als zehn Gläubige und 11 Einwohner waren anderer, in den Statistiken nicht angeführten Konfession. 192 Einwohner waren konfessionslos und bei 111 Einwohnern ist die Konfession nicht ermittelt.
Ergebnisse nach der Volkszählung 2001 (3864 Einwohner):
| Nach Ethnie: - 68,37 % Magyaren - 28,11 % Slowaken - 2,82 % Roma - 0,18 % Deutsche - 0,18 % Tschechen | Nach Konfession: - 84,21 % römisch-katholisch - 6,03 % evangelisch - 3,83 % konfessionslos - 0,83 % keine Angabe - 0,16 % griechisch-katholisch |

## Sehenswürdigkeiten
- Römisch-katholische Kirche des heiligen Johannes des Täufers wurde um 1250 herum im romanischen Stil gebaut, 1756 im Barockstil umgebaut. Seine Hauptaltar stammt aus 1697.
- Farkas-Schloss wurde 1800 im klassischen Stil gebaut
- Das Schloss, das sich neben der katholischen Kirche befindet, wurde 1847 im klassischen Stil gebaut. Das Gebäude dient heute als Schule.
- Wassermühle wurde 1884 gebaut
- reformierte Kirche wurde 1930 gebaut
- evangelische Kirche wurde im Jahre 1971 gebaut

## Söhne und Töchter der Gemeinde
- Dénes Barsi (* 7. Juli 1905; † 5. Januar 1968 in Dunaújváros) ungarischer Schriftsteller
- Anikó Mikola (* 29. Juli 1944) ungarische Dichterin
- Károly Fellinger ungarischer Dichter